# Thadée Tyszkiewicz
Thadée Tyszkiewicz (Tadeusz), né le 17 septembre 1774 et mort dans l'ancien 1er arrondissement de Paris le 12 avril 1852, est un général de brigade polonais ayant pris part à l’insurrection polonaise de novembre 1830.

## Biographie
Thadée Tyszkiewicz nait dans une famille riche en Samogitie, dont le père Stanislas est militaire.
Il est aide de camp du général Jasiński pendant la Insurrection de Kościuszko en 1794
En 1807, il est commandant de la garde d'honneur à la bataille d'Eylau où il assiste aux côtés de Napoléon Ier.
Il est décoré de la croix de la Légion d'honneur. Avec la bataille de Friedland, il sera décoré de la croix polonaise Virtuti militari.
En 1809, il est colonel et commandant dans un régiment de lanciers polonais et ce jusque 1812
Lorsqu'il part pour la campagne de Russie, c'est avec le grade de général qu'il dirige la deuxième brigade de cavalerie du corps du prince Joseph Poniatowski
Après la bataille de Smolensk, il est décoré de la croix d'officier de la Légion d'honneur
À Miedyn, il est grièvement blessé sur le champ de bataille et fait prisonnier dans la prison russe d'Astrakhan.
Ce n'est qu'à la fin du conflit qu'il recouvre la liberté.
Il est nommé sénateur castellan du royaume de Pologne.

## Reconnaissances et distinctions
- Croix d'argent dans l'ordre militaire de Virtuti Militari
- Chevalier dans l'ordre national de la Légion d'honneur